# Clubiona furcata
Clubiona furcata là một loài nhện trong họ Clubionidae.
Loài này thuộc chi Clubiona. Clubiona furcata được James Henry Emerton miêu tả năm 1919.